# Evangelische Kirche (Rimbach)

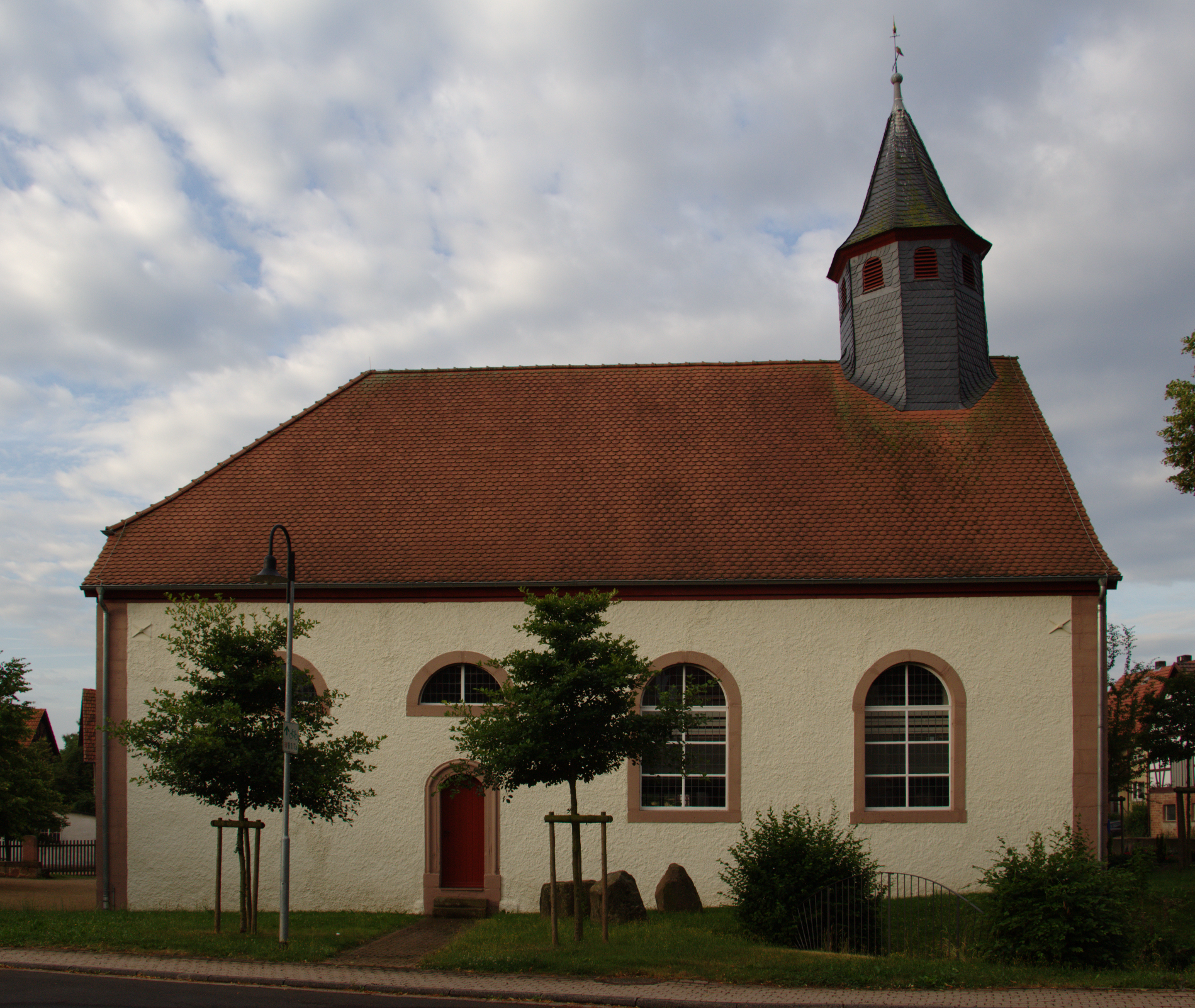
Evangelische Kirche (Rimbach)

Die evangelische Kirche Rimbach ist ein denkmalgeschütztes Kirchengebäude, das in Rimbach steht, einem Stadtteil von Schlitz im Vogelsbergkreis (Hessen). Die Kirche ist mit der Kirchengemeinde Queck pfarramtlich verbunden, die zum Dekanat Vogelsberg in der Propstei Oberhessen der Evangelischen Kirche in Hessen und Nassau gehört.

## Beschreibung
Die Saalkirche wurde 1727 errichtet. Aus dem Satteldach des Kirchenschiffs, das im Osten einen Krüppelwalm hat, erhebt sich im Westen ein schiefergedeckter, achteckiger, mit einem Zeltdach bedeckter Dachreiter, der hinter den Klangarkaden den Glockenstuhl mit einer 1478 gegossenen Kirchenglocke beherbergt. 
Der Innenraum ist mit einem hölzernen Gewölbe überspannt. Die Kanzel wurde um 1560, das Taufbecken 1579 gebaut. Die Orgel mit sieben Registern, einem Manual und einem angehängten Pedal, wurde 1875 von Adam Eifert restauriert und aufgestellt, sie stammte ursprünglich aus der Kirche in Nieder-Stoll. Sie wurde 1964 restauriert.